# Progressive Democrats
Progressive Democrats (iriska: An Páirtí Daonlathach, PD), "Demokratiska partiet", var ett irländskt marknadsliberalt parti, grundat den 21 december 1985. Partiet var medlem i Europeiska liberala, demokratiska och reformistiska partiet (ELDR), men saknade representation i Europaparlamentet och ingick därför inte i någon av dess partigrupper. Efter att partiet lidit en stor förlust i det irländska parlamentsvalet 2007, beslutade partikongressen i slutet av 2008 att upplösa partiet. Den 8 november 2008 påbörjades upplösningsprocesen, och officiellt upplöstes partiet den 20 november 2009.